# Woollsia
Woollsia (лат.) — род растений семейства Вересковые. Включает в себя один вид — Woollsia pungens (Cav.) F.Muell.
Род назван в честь англо-австралийского ботаника Уильяма Вуллса.

## Ареал
Растения являются эндемиками Австралии.

## Биологическое описание
Прямостоячий кустарник. Листья яйцевидные, шиловидные, одноцветные, обычно гладкие, сидячие или почти сидячие.
Цветки пазушные, одиночные, сидячие, образующие длинные облиственные соцветия; прицветники многочисленные, чашелистиков 5.
Плод — коробочка.